# Cesare Falessi
Cesare Falessi (Nettuno, 15 settembre 1930 – Roma, 1º febbraio 2007) è stato un autore di fantascienza e giornalista aerospaziale italiano.
Ingegnere, diresse assieme ad Armando Silvestri la rivista Oltre il cielo, prima a pubblicare racconti di fantascienza di autori italiani, accanto ad articoli sull'aviazione e l'astronautica. Ha scritto numerosi racconti gialli, una trentina di volumi di saggistica e numerosi racconti di fantascienza anche sotto vari pseudonimi.

## Biografia
Nacque a Nettuno (provincia di Roma) il 15 settembre 1930. Laureatosi in ingegneria, prestò servizio coma ufficiale di complemento nell'artiglieria a cavallo. Spostatosi con Anna Vaschetto, a lungo segretaria dell'Associazione Trasvolatori Atlantici (ATA), ebbe due figli.
Giornalista professionista scientifico e astronautico, collaborò a quotidiani e periodici destinati a varie fasce di pubblico: Il Giornale d'Italia, Il Gazzettino di Venezia, Il Tempo, Il Secolo d'Italia, Agenzia Italia, la prestigiosa rivista Storia illustrata e poi Ciao Giovani, Giovani 2001, Big 2000.
Affiancando Armando Silvestri diresse Oltre il cielo, la prima rivista a pubblicare racconti di fantascienza di autori italiani, pubblicando anche vari racconti propri usando sette pseudonimi diversi.
Fra il 1958 e il 1961 diresse anche l'edizione francese di Oltre il Cielo, denominata Au-delà du Ciel. Fu primo presidente, poi presidente onorario, dell'Unione giornalisti aerospaziali italiani (UGAI).
Nel Pioniere del 1959 nei numeri 10 e 15 si trova una rubrica dal nome "L'uomo nello spazio risponde" coordinata da Cesare Falesi.
Come giornalista aeronautico ha diretto i periodici Ali Nuove, Freccia Alata, Voliamo, Gazzettino Aeritalia, Storia Modellismo, Abstracta, Avioflap e Sportflap. Per la Fabbri Editori ha collaborato all'uscita della monumentale Storia dell'Aviazione (120 fascicoli) e poi di Aviazione Oggi (36 fascicoli) e Storia dei Corazzati (90 fascicoli). Per circa vent'anni ha lavorato come responsabile di uffici stampa e pubbliche relazioni in Alitalia, Aeroporti di Roma, Aeritalia (oggi Alenia) e Aviointeriors.
In campo cinematografico è stato soggettista, sceneggiatore, aiuto regista e regista, producendo una cinquantina di documentari, che venivano proiettati insieme ai cinegiornali durante gli spettacoli degli anni cinquanta, e sette film. Nel 1966 divenne membro della commissione per i premi cinematografici e dal 1968 fu per molti anni membro permanente del consiglio tecnico della Presidenza del Consiglio dei ministri, per la proprietà letteraria e i diritti d'autore. 
Membro del Rotary Club, fu attivo fino alla sua morte, avvenuta a Roma il 1º febbraio 2007.

## Opere
(lista parziale)

### Saggistica
- Veicoli da combattimento dell'Esercito italiano dal 1939 al 1945, con Benedetto Pafi, Intyrama books (Interconair), 1976.
- Balbo Aviatore, Arnoldo Mondadori Editore, Milano, 1983.
- Storia fotografica dell'aviazione italiana: dalle origini al Tornado: personaggi, imprese, conquiste tecniche e miracoli dell'audacia, con Maurizio Pagliano, Newton & Compton Editori, Roma, 1984.
- Registro aeronautico italiano, 50 anni a cura di Badassare Catalanotto, Cesare Falessi, Roberto Scaramuzza, Stile regina, Roma, 1988.
- 1969 -1989 I vent'anni dell'Aeritalia, con Baldassare Catalanotto, Libri Scheiwiller, Milano, 1989.
- L'asso degli assi. Francesco Baracca, con Gregory Alegi, Fratelli Bariletti Editori, Roma, 1992.
- Storia del volo a Roma: dalle mongolfiere agli aviogetti commerciali, Roma, 1996.
- Le "ragazze volanti": cinquant'anni di hostess Alitalia: 1950-2000, con Gherardo Lazzeri, e il Museo G. Caproni (Trento), LoGisma, Vicchio (Firenze), 2000.

### Raccolte di racconti
- I segreti dell'astronave, Narratori europei di Science Fiction n. 37, Perseo libri Elara, Bologna, 2009. ISBN 9788864990118

### Annotazioni
1. ↑  Alcuni dei quali in collaborazione.
2. ↑  Figlia di Ezio Vaschetto, marconista della Crociera aerea del Decennale e dei Sorci Verdi.
3. ↑  Insieme le due testate gemelle arrivavano a vendere circa duecentomila copie.

### Fonti
1. 1 2 3 4 5 6 7  Alegy 2007, p. 30.
2. ↑  Leo Bataille, Clift Brady, Sam Buechner, François Charrier, Luca De Cesare, Ivo Ferrarini, Ferruccio Mastrieri, Lorenzo Tibaldi, Tris.  Bibliografia italiana di Cesare Falessi, su Catalogo Vegetti della letteratura fantastica, Fantascienza.com. (aggiornato fino al gennaio 2010)
3. ↑   Cesare Falessi, L'uomo nello spazio risponde (n. 10 e n. 15) 1959, su Pioniere. URL consultato il 5 aprile 2025 (archiviato il 15 settembre 2021).